# 以人民群众为中心的我们朝鲜式社会主义战无不胜
《以人民群众为中心的我们朝鲜式社会主义战无不胜》是金正日1991年的作品。它试图对外声明朝鲜民主主义人民共和国因奉行主体思想而不会被东欧剧变所波及。

## 历史
1991年5月5日，金正日向“劳动党中央的负责干部”发表了《以人民群众为中心的我们朝鲜式社会主义战无不胜》讲话。演讲的背景是当时苏联解体危机、中国改革开放以及古巴和朝鲜社会主义面临的问题。到1994年时，因金日成逝世，社会主义朝鲜的未来或将出现危机的演讲背景进一步强化。在此背景下，演讲可谓“逆流而上”。
金正日说，朝鲜不会受到共产主义政权终结的影响，因为朝鲜的社会主义与他们不同。金正日称“因为（朝鲜的社会主义制度）植根于主体思想”。这使它成为一种“更真实、因而更持久的社会主义”。金正日被认为是主体思想的权威，这部作品未有重新表述意识形态，而是重申了当时对其内容的陈述。根据丹尼尔·卡尔德的说法，该讲话对文章主题的处理充斥着唯我論。这部作品很少提及主体思想体系框架之外的事物。根据卡尔德的说法，“（讲话中）几乎每一句话都包含了一个谎言”，例如称朝鲜拥有着“最好”的社会制度、“珍视人类生命”和“保障人权”。
卡尔德认为这部作品是非原创作品，是朝鲜政治宣传机器制造的高度重复，自我参照的“超级演讲”的一部分。在这方面，他将其与约瑟夫·斯大林的著作进行了比较。金正日自称为“群众”说话，但根本没有允许百姓发言。卡尔德也发现了本作与约翰·伯格的社交摄影散文《第七人》的相似之处。
尽管它只有45页，篇幅相对较短，但它很快就出了单行本，证明了这篇演讲对朝鲜的未来的重要性。朝鲜利用该作品加强社会控制，并声称美国正在试图从内部瓦解社会主义政权来改朝换代。
作品的主题之一是多边主义。这是金正日最早对其进行讨论的作品之一。金正日认为，只有与朝鲜利益一致、倾向友好、互惠互利的国家方可与之进行友好交流。此后，这种说法在朝鲜媒体中变得很普遍。多边主义的信息特别针对发展中国家，尤其是此前朝鲜在非洲的盟友。
它已由外文綜合出版社以英文、阿文、法文、德文、日文、俄文和西文出版。太平洋大学出版社也提供本作的英文版本。